# Por amarte
Por amarte (на български: За да те обичам) е името на третия сингъл на певеца и композитор от испански произход Енрике Иглесиас, включена в дебютния му албум Enrique Iglesias от 1995 г.

## Издаване
Песента е издадена на пазара от мексиканската звукозаписна компания Fonovisa на 11 декември 1995 г., като се позиционира на челните места на различни музикални класации.

## Обща информация
Песента е продуцирана от Рафаел Перес-Ботиха и е записана в периода 1994 – 1995 г., но излиза като сингъл в края на 1995 г. Текстът и музиката са дело на Енрике Иглесиас и Роберто Моралес. Това е първата песен, която Енрике пише на 15-годишна възраст, и музикалната тема на мексиканската теленовела на компания Телевиса Марисол (1996), продуцирана от Хуан Осорио, с участието на Ерика Буенфил, Едуардо Сантамарина, Клаудия Ислас и Енрике Алварес Феликс, като са направени няколко промени в текста – вместо Por amarte daría mi vida ("За да те обичам, бих дал живота си) думите са Por amarte Marisol, moriría („За да те обичам, Марисол, щях да умра“). Певецът печели награда ASCAP за песента през 1996 г.

## Класации
| Класации (1996)                               | Позиция |
| --------------------------------------------- | ------- |
| Колумбия (ASINCOL)                            | 5       |
| Мексико                                       | 1       |
| U.S. Billboard Hot Latin Songs                | 1       |
| U.S. Billboard Top Latin Pop Tracks           | 1       |
| U.S. Billboard Latin Pop Airplay              | 1       |
| U.S. Billboard Latin Regional Mexican Airplay | 2       |
| U.S. Billboard Latin Tropical/Salsa Airplay   | 13      |